# Lars van den Berg
Lars van den Berg (Utrecht, 7 luglio 1998) è un ex ciclista su strada olandese, professionista dal 2021 al 2025.

## Palmarès

### Altri successi
- 2017 (Metec-TKH)

Classifica giovani Ronde de l'Oise
- 2019 (Metec-TKH)

Classifica giovani Flèche du Sud

## Piazzamenti

### Grandi Giri
- Giro d'Italia

2021: 64º
2023: non partito (8ª tappa)
- Tour de France

2023: 70º

### Classiche monumento
- Liegi-Bastogne-Liegi

2023: 60º
- Giro di Lombardia

2022: fuori tempo massimo
2023: 121º

### Competizioni mondiali
- Campionati del mondo

Doha 2016 - In linea Junior: 48º

### Competizioni europee
- Campionati europei

Tartu 2015- In linea Junior: 45º
Plumelec 2016 - In linea Junior: 26º